# Liste de films libanais
Ci-dessous une liste des films produits par le cinéma libanais. Cette liste est nécessairement incomplète.
Pour une liste alphabétique des films libanais voir Catégorie:Film libanais.

## Années 1929-1990
- Aventures d’Elias Mabrouk de Giordano Pidutti (1929)
- Le Petit Étranger de Georges Nasser (1958)
- Vers l'inconnu ? de Georges Nasser (1958)
- Biya el-Khawatim (Le Vendeur de bagues) de Youssef Chahine (1965)
- Safar Barlik (L'exil), d’Henri Barakat (1967)
- Bint Al Hares (La Fille du gardien) d’Henri Barakat (1968)
- Affiche contre affiche de Borhane Alaouié (1971, court métrage)
- Forrière de Borhane Alaouié (1971, moyen métrage)
- Paris W Al-Hubb (Paris et l’amour) de Mohammed Salman (1972)
- Bayrouth ya Bayrouth (Beyrouth oh Beyrouth) de Maroun Bagdadi (1975)
- Il ne suffit pas que Dieu soit avec les pauvres de Borhane Alaouié (1978)
- La rencontre (ou Beyrouth la rencontre) de Borhane Alaouié (1981)
- Terra Incognita de Ghassan Salhab (1982)
- La lettre du temps de guerre (documentaire) de Borhane Alaouié (1984)
- Une vie suspendue de Jocelyne Saab (1985)
- The Land of Honey and Incense (documentaire) de Maroun Bagdadi (1987)
- L'Homme voilé de Maroun Bagdadi (1987)
- Risala… min zamen l harb de Borhane Alaouié (1987)
- Médecins des hommes (documentaire) de Maroun Bagdadi (1988)
- Vol libre au Liban de Philippe Aractingi (1990)

## Années 1991-2000
- Hors la vie de Maroun Bagdadi (1991)
- Écrans de sable de Randa Chahal Sabbag (1991)
- La Fille de l'air de Maroun Bagdadi (1992)
- Par le regard des mères de Philippe Aractingi (1992)
- Guerre du Golfe… et après (Harb el Khalij… wa baad) de Borhane Alaouié (1993)
- Beyrouth de pierres et de mémoires de Philippe Aractingi (1993)
- Il était une fois Beyrouth de Jocelyne Saab (1994)
- Nos guerres imprudentes de Randa Chahal Sabbag (1995)
- Taxi Service de Elie Khalifé & Alexandre Monnier (1996, 13 min)
- Les Infidèles de Randa Chahal Sabbag (1997)
- La Dame de Saigon de Jocelyne Saab (1997)
- Le rêve de l’enfant acrobate de Philippe Aractingi (1997)
- Beyrouth Fantôme de Ghassan Salhab (1998)
- Merci Natex de Elie Khalifé & Alexandre Monnier (1996, 15 min)
- Wayn yo d'André Chamas (1998, 13 min)
- West Beyrouth de Ziad Doueiri (1998)
- Civilisées de Randa Chahal Sabbag (1999)
- Autour de la maison rose de Joana Hadjithomas et Khalil Joreige (1999)
- La Douche de Michel Kammoun (1999, 10 min)
- Voyage en terre bio de Philippe Aractingi (2000)
- A l'ombre de la ville de Jean Chamoun (2000)
- Comme je t'aime d’Akram Zaatari (2000)
- Don't walk de Joana Hadjithomas et Khalil Joreige (2000)
- Khiam de Joana Hadjithomas et Khalil Joreige (2000)
- L'Homme qui marche sur l'autre côté de la rue d’Elias Chahine (2000, 27 min)
- Seule avec la guerre de Danielle Arbid (2000)

## Années 2001-2005
- Al Zanzoun d’Amani Abou Alwan (2001, 21 min)
- Elle + Lui Van Leo d’Akram Zaatari (2001, 32 min)
- Le destin animé de Fadi Syriani (2001, 5 min)
- Quand Myriam dit ça d’Assad Fouladakar (2001)
- Quand Myriam s'est dévoilée d’Assad Fouladakar (2001, 98 min)
- Ronde de Joana Hadjithomas et Khalil Joreige (2001)
- Jalla ! Jalla ! de Josef Fares (2002)
- Aux frontières de Danielle Arbid (2002)
- Démo de Fadi Yenni Turk (2002, 8 min)
- Dommage de Jad Abi Khalil (2002, 19 min)
- Entre-temps à Beyrouth de Merdad Antoine Hage (2002, 29 min)
- Face A/Face B de Rabih Mroué (2002, 9 min)
- Globalisation d’Abdel Raheem Awjeh (2002)
- La robe de la mariée de Zeina Fathallah, Jebran Yacoub et Dany El-Khoury-Harb (2002, 15 min)
- Le Faiseur de pluie de Mounir Haydamous (2002, 15 min)
- Le Vent de Beyrouth de Fouad Alaywan (2002, 15 min)
- Lettre à Francine de Fouad El Khoury (2002, 42 min)
- Mabrouk al-Tahrir de Dalia Fathallah (2002, 59 min)
- Martine et Alia de Nadim Tabet (2002)
- Mawawil de Tatiana Sikias (2002, 20 min)
- Sept jours par semaine de Lina Ghaibeh (2002, 3 min)
- Cendres de Joana Hadjithomas et Khalil Joreige (2003, 26 min)
- Distorsions de Christophe Karabache (2003, 6 min)
- Elie Feyrouz de Cynthia Chouair (2003, 29 min)
- Greyscale d’Amin Dora (2003)
- La maison de mon père de Leila Kanaan (2003, 21 min)
- Le film perdu de Joana Hadjithomas et Khalil Joreige (2003)
- Le Liban à travers le cinéma de Hadi Zaccak (montage) (2003, 15 min)
- Les photos de Leyla de Pierre Salloum (2003, 21 min)
- Non métrage libanais de Ghassan Koteit et Wissam Smayra (2003, 11 min)
- Sans titre pour plusieurs raisons de Roy Samaha (2003, 11 min)
- Sauver la face de Jalal Toufic (2003, 9 min)
- Le Cerf-volant de Randa Chahal Sabbag (2003)
- Dans les champs de bataille de Danielle Arbid (2004)
- Van Express de Elie Khalifé  (2004, 21 min)
- Zozo de Josef Fares (2005)
- Bosta (l'autobus) de Philippe Aractingi (2005, 110 min)
- Ce sera beau de Wael Nourredine (2005)
- From Beyrouth with love de Wael Nourredine (2005)
- Dunia de Jocelyne Saab (2005)
- Massaker, Sabra et Chatila par ses bourreaux, de Monika Borgmann, Lokman Slim et Hermann Theissen (2005)

## Années 2006-2020
- Massaker de Monika Borgmann et Lokman Slim (2006)
- De ma fenêtre, sans maison... de Maryanne Zéhil (2006)
- Khalas de Borhane Alaouié (2006)
- A Perfect Day de Joana Hadjithomas et Khalil Joreige (2006)
- Falafel de Michel Kammoun (2006)
- July trip de Wael Nourredine (2006)
- Le dernier homme de Ghassan Salhab (2006)
- Open the door please de Joana Hadjithomas et Khalil Joreige (2006)
- Sous les bombes de Philippe Aractingi (2006, 98 min)
- Je veux voir de Joana Hadjithomas et Khalil Joreige (2007)
- Leo de Josef Fares (2007)
- Khiam 2000-2007 de Joana Hadjithomas et Khalil Joreige (2008)
- Zone Frontalière de Christophe Karabache (2007, 45 min)
- Caramel de Nadine Labaki (2007)
- Un homme perdu de Danielle Arbid (2007)
- Tous les deux (Both) de Bass Bre’che (2007, 11 min)
- Une chanson dans la tête de Hany Tamba (2008)
- What's going on? de Jocelyn Saab (2010)
- Beirut Kamikaze de Christophe Karabache (2010)
- Yanoosak de Elie Khalifé & Alexandre Monnier (2010)
- Beirut Skinhead Movement de Khaled Ramadan et Joanne Nucho (2010)
- Et maintenant, on va où ? de Nadine Labaki (2011)
- Too Much Love Will Kill You (film) de Christophe Karabache (2012)
- Blind Intersections de Lara Saba (2013)
- Palmyre (film) de Lokman Slim et Monika Borgmann (Liban) (2016)
- Tramontane de Vatche Boulghourjian (2017)
- L'Insulte de Ziad Doueiri (2017)
- Capharnaüm de Nadine Labaki (2018)
- Liban 1982 de Oualid Mouaness (2019)
- Loin de chez nous (film) de Wissam Tanios (2020)

### Années 2021-2023
- Alephia 2053 de Jorj Abou Mhaya (2021)
- Costa Brava, Lebanon de Mounia Akl  (2021)
- Face à la mer de Ely Dagher (2021)
- Memory Box de Khalil Joreige et Joana Hadjithomas (2021)
- La Nuit du verre d'eau de Carlos Chahine (2022)
- Dirty Difficult Dangerous de Wissam Charaf (2023)